# 飯重
飯重（いいじゅう）は、千葉県佐倉市の大字。郵便番号285-0832。

## 地理
北は江原新田、北東は印南、東は寺崎、南は羽鳥、吉見、西は染井野に隣接している。

## 世帯数と人口
2017年（平成29年）10月31日現在の世帯数と人口は以下の通りである。
| 大字 | 世帯数  | 人口  |
| ---- | ------- | ----- |
| 飯重 | 104世帯 | 213人 |

## 小・中学校の学区
市立小・中学校に通う場合、学区は以下の通りとなる。
| 地域 | 小学校               | 中学校               |
| ---- | -------------------- | -------------------- |
| 全域 | 佐倉市立染井野小学校 | 佐倉市立臼井南中学校 |

## 施設
- 飯重農村協同館
- 成福院
- 大宮神社
- 熊野神社